# 維多利亞盾豆娘魚
維多利亞盾豆娘魚（學名：Parma victoriae），為輻鰭魚綱雀鯛科盾豆娘魚屬下的一個種，分布於東印度洋澳洲南部，從西澳大利亞當加拉到維多利亞，包括塔斯馬尼亞海域，深度3至35公尺，本魚體呈卵圓形且側扁，吻部圓鈍，體被櫛鱗，幼魚體呈亮橘色，有霓虹藍色線條、斑點，背鰭上有一個黑色的眼斑，周圍有霓虹藍色環，成魚體呈深灰色至黑色或鐵鏽色，下面通常變得更蒼白，頭部呈暗色，側線有淺色斑點，背鰭硬棘13枚、背鰭軟條16-17枚、臀鰭硬棘2枚、臀鰭軟條15-16枚，體長可達20公分，棲息在近海岩礁，以藻類為食，繁殖期時成對出現，雄魚會守護卵直到孵化，生活習性不明。